# Uttam Kumar
Arun Kumar Chatterjee, más conocido como Uttam Kumar (Aahiritola, 3 de septiembre de 1926–Bhowanipore, 24 de julio de 1980) fue un actor, director y productor de cine indio, que trabajó predominantemente en el cine bengalí.
Es ampliamente considerado como uno de los actores más populares de India. A través de su carrera obtuvo éxito comercial así como éxito crítico, y permanece como un icono cultural indio.
Conocido popularmente como "Mahanayak", Kumar logró tener un gran número de seguidores, principalmente en las regiones de Bengala Occidental, India y Bangladés. Recibió muchos premios a lo largo de su vida, incluido el Premio Nacional de Cine al mejor actor. Una estación de metro en Calcuta fue rebautizada en su honor.

## Familia y vida personal
Nació en Calcuta en la casa de su tío materno en Ahiritola, mientras que su casa ancestral está en la calle Girish Mukherjee del barrio Bhowanipore, en el sur de Calcuta. Después de sus estudios en South Suburban School, realizó estudios superiores en Goenka College of Commerce and Business Administration, una universidad afiliada a la Universidad de Calcuta. No pudo completar sus estudios y comenzó a trabajar como empleado en el puerto. Durante este período actuó en grupos de teatro de aficionados. Su prodigiosa familia extensa tenía su propio grupo de teatro, el Suhrid Samaj, que organizó muchos espectáculos de aficionados.
Era el mayor de los tres hijos (Arun, Barun y Tarun) de Satkari Chatterjee y Chapala Debi. El más joven, cuyo nombre de pantalla era Tarun Kumar, actuó en varias películas bengalíes y se convirtió en un actor de considerable reputación, en la pantalla y en el escenario. Hay varias películas en las que Uttam Kumar y Tarun Kumar protagonizaron juntos como Saptapadi, Sonar Harin, Maya Mriga, Sesh Anka, Deya Neya, Jeeban-Mrityu, Dhanyi Meye, Mon Niye, Sanyasi Raja, Kamal lata y Agniswar. Se casó con Gauri Debi en 1948. Su nieto Gaurav Chatterjee también es actor. En 1963 nició una relación con la actriz Supriya Devi con la que convivió hasta su muerte en 1980.

## Carrera
Su primera película fue Drishtidan (1948) dirigido por Nitin Bose, aunque había trabajado en una inédita película anterior llamada Mayador. Cobró protagonismo en la película Basu Paribar y en Agni Pariksha que comenzó el éxito de la pareja romántica de todos los tiempos de Uttam Kumar y Suchitra Sen, aunque habían trabajado juntos por primera vez en Sharey Chuattor.

## Premios
Premios Nacionales de Cine

Uttam Kumar fue el primer ganador del Premio Nacional de Cine al Mejor Actor por sus interpretaciones en Antony Firingee y Chiriyakhana en 1967.

- 1961: IX Premios Nacionales de Cine. Certificado al Mérito a la segunda mejor película en bengalí Saptapadi.[8]
- 1963: 11.° Premios Nacionales de Cine, para la mejor película en bengalí Uttar Falguni (como productor).[9]
- 1968: 15.° Premios Nacionales de Cine, al mejor actor por Chiriyakhana y Antony Firingee (fue el primer actor en obtenerlo.

Premios de la Asociación de Periodistas de Cine de Bengala.
- 1962: Premio al mejor actor por Saptapadi. Entregado por el cineasta Debaki Bose.[10]
- 1967: Premio al mejor actor por Nayak. Asistió al Festival de cine de Berlín como invitado distinguido.[11]
- 1968: Premio al mejor actor por Grihadaha.[12]
- 1972: Premio al mejor actor por Ekhane Pinjar.
- 1973: Premio al mejor actor por Stree.
- 1975: Premio al mejor actor por Amanush.[13]

## Muerte
Mientras filmaba Ogo Bodhu Shundori en 1980, sufrió un infarto y fue ingresado en la clínica Belle Vue de Calcuta. Los médicos hicieron todo lo posible durante dieciséis horas, pero murió la noche del 24 de julio a la edad de 53 años. Mientras el cortejo fúnebre atravesaba el barrio Bhowanipore para llegar al crematorio Keoratola, el tráfico en Calcuta se detuvo cuando miles de personas acudieron a las calles para presentar sus respetos y ver por última vez a la leyenda.

## Tributos y agradecimientos
- La estación de metro Tollygunge, en Calcuta, fue renombrada como «Mahanayak Uttam Kumar».[15]
- En celebración del 89.° aniversario del nacimiento de Uttam Kumar en 2009, el Departamento de Correos de Calcuta emitió una serie de sellos postales con su imagen.[16][17]

### Personalidades que le rindieron homenaje
- Satyajit Ray

«¿Es esta la desaparición de un líder de la industria cinematográfica bengalí? No hay, no habrá otro héroe como él».
- Vyjayanthimala

«Uttam Kumar fue el actor más talentoso con el que trabajé. En su primera película en hindi, Chhoti Si Mulaqat, trabajé con él (...) Uttam Kumar fue completamente profesional, cooperativo y con perfecta fonomímica, especialmente en Aye Chand y Tujhe Dekha. Hizo fonomímica con canciones interpretadas por Hemant Kumar, Manna Dey y Mohammed Rafi como si las estuviera cantando. Me criticaron por Chhoti Si Mulaqat, pero Uttam Kumar nunca me criticó».
- Soumitra Chatterjee

«Si Uttam Kumar cometía un crimen y luego mostraba esa sonrisa, yo estaba lista para creer que era inocente».